# August Götting (Politiker, 1834)
Wilhelm August Götting (* 30. Januar 1834 in Nordhausen; † 13. Dezember 1912 in Charlottenburg) war ein deutscher Jurist, Politiker und Mitglied des deutschen Reichstags.

## Leben
Götting besuchte das Gymnasium in Nordhausen und studierte Rechtswissenschaften an den Universitäten in Halle und Berlin und war später Stadtgerichtsrat in Berlin.
Bei der Reichstagswahl am 10. Januar 1877 errang er im Landkreis Grafschaft Hohenstein 2945 Stimmen (50,1 %), in der Stadt Nordhausen 1489 Stimmen (74,6 %). Von 1877 bis 1878 war er Mitglied des Deutschen Reichstages für die Nationalliberale Partei und den Wahlkreis Erfurt 1 (Nordhausen).